# Alan Brodrick (1er vicomte Midleton)
Pour les articles homonymes, voir Alan Brodrick (2e vicomte Midleton) et Brodrick.
Alan Brodrick (vers 1656 - 29 août 1728) est un éminent avocat et homme politique irlandais qui siège au Parlement d'Irlande de 1692 à 1715 et à la Chambre des communes britannique de 1717 à 1728. Il est président de la Chambre des communes irlandaise et Lord Chancelier d'Irlande. Bien qu'il soit un homme de talent, il est si colérique et passionné que même Jonathan Swift aurait eu peur de lui.

## Biographie
Il est le deuxième fils de Sir St John Brodrick de Ballyannan, près de Midleton dans le comté de Cork, et de son épouse Alice (décédée en 1696), fille de Laurence Clayton de Mallow, comté de Cork et sœur du colonel Randall Clayton, député de Mallow. Le père de Brodick a reçu d'importantes concessions de terres pendant le protectorat. La famille a donc beaucoup à perdre si le problème des terres en Irlande est réglé en faveur des catholiques dépossédés.
Il fait ses études au Magdalen College et au Middle Temple, et est admis au barreau anglais en 1678. Brodrick et ses proches fuient l'Irlande pendant la Glorieuse Révolution. Ils sont attaqués sous le règne du roi Jacques II en Irlande. En exil en Angleterre, Brodrick plaide pour une reconquête rapide.

## Carrière
En 1690, il retourne à Dublin et est nommé troisième sergent. Il est également devenu enregistreur de Cork. En 1692, il est limogé de son poste de sergent, apparemment pour le motif qu’il n’y a pas de travail à faire. Brodrick, tout en se plaignant amèrement de son licenciement, admet en privé que son poste est superflu .
Partisan éminent des Whigs quant au résultat de la glorieuse révolution, il n’est pas toujours en accord avec la politique judiciaire irlandaise qu’il juge trop indulgente à l’égard des jacobites. Le renvoi du premier sergent, John Osborne, en même temps que Brodrick est dû à son opposition encore plus forte à la politique de la Cour . Malgré cela, il occupe des postes au gouvernement irlandais et aspire à gérer le Parlement irlandais pour des ministres anglais. Il représente Cork City au Parlement irlandais, qui s'est réuni en 1692 et occupe ce siège jusqu'en 1710. Il est un opposant déclaré aux politiques judiciaires, jusqu'à ce que le nouveau Lord lieutenant adjoint d'Irlande, Lord Capell, décide de le nommer Solliciteur général pour l'Irlande en 1695 . Il promeut des lois pénales contre les catholiques, tout en réclamant de plus grands pouvoirs pour le Parlement irlandais.

### Speaker
Il est nommé président de la Chambre des communes irlandaise le 21 septembre 1703. Après avoir défendu des résolutions critiquant le Lord lieutenant d'Irlande, il perd son poste de solliciteur général en 1704. Il est procureur général d'Irlande de 1707 à 1709. Il devient juge en chef d'Irlande de 1710 à 1711  et est remplacé à la présidence le 19 mai 1710, mais occupe de nouveau le poste au cours de la législature suivante, du 25 novembre 1713 au 1er août 1714, où il représente également le comté de Cork. En 1713, il achète à Philip Frowde une importante propriété à Peper Harrow, dans le Surrey . Il est nommé Lord Chancelier d'Irlande en 1714 et est anobli dans la pairie d'Irlande en 1715 en tant que baron Brodrick. Il quitte son poste aux Communes irlandaises et a poursuivi ses travaux au Parlement irlandais en tant que pair. Il fut élevé au rang de vicomte Midleton en 1717.

### Sherlock v Annesleyet ses conséquences
Le procès le plus célèbre à l'époque, jugé par Midleton en tant que Lord Chancelier est Sherlock v Annesley. Bien que, à première vue, il s’agisse d’un différend banal entre des cousins pour la possession de terres à Kildare, il soulève la délicate question de savoir qui de la Chambre des lords irlandaise ou britannique est la dernière instance d’appel de l’Irlande. L'affaire finit par mettre fin de manière effective à l’indépendance du Parlement d'Irlande jusqu’en 1782. Les parties se sont retrouvées avec des ordonnances contradictoires des deux chambres, autorisant chacune d’elles à être mises en possession. Lorsque les barons de la Cour de l'échiquier mettent à exécution le décret de la British House, la Irish House les a condamnés à une peine de prison pour outrage au tribunal. C’est contre le conseil de Midleton, qui, bien qu’il soit normalement un homme très vif, fait de son mieux pour calmer les choses. L’emprisonnement des juges se révèle être une erreur désastreuse: le Parlement britannique riposte avec la loi de 1719 sur la dépendance de l’Irlande à l'égard de la Grande-Bretagne, le notoire "Sixième de George Ier", qui a non seulement supprimé le droit de faire appel à la Chambre des lords irlandaise mais a aussi affirmé que le Parlement britannique avait le droit d’adopter des lois concernant l’Irlande .

### Parlement britannique
Il se dispute avec son successeur, le président William Conolly, alors qu'ils sont rivaux pour être le personnage principal de la politique irlandaise . Il est élu sans opposition en tant que membre du Parlement pour Midhurst sous le patronage du duc de Somerset lors d'une élection partielle le 27 février 1717. Il soutient Sunderland jusqu'à ce qu'ils se disputent en 1719 à propos de la loi sur la pairie. Il est réélu sans opposition à Midhurst aux élections générales de 1722 et devient un partisan ministériel de premier plan à la Chambre des communes et est invité à des dîners privés avec Walpole. Le 26 octobre 1722, il prend la parole au nom du gouvernement au sein de l'armée et retrouve son poste de juge parmi les lords qui gouvernent l'Irlande lorsque le lord lieutenant est absent. En 1723, il retourne en Irlande, où il s’engage dans une longue dispute au sujet d’un brevet portant sur la fabrication d’un monnayage en cuivre de 108 000 £ pour l’Irlande, qui a été vendu par la duchesse de Kendal à un fabricant de Birmingham, M. Wood, et auquel il s’oppose . Bien que le brevet ait été abandonné, Midleton est tellement contrarié par la situation qu'il démissionne de son poste de Lord Chancelier en 1725 et entre dans l'opposition au Parlement irlandais. Il laisse derrière lui un héritage d'amertume et une mauvaise image dont il n'est pas vraiment responsable - les pairs irlandais choisissent de lui reprocher la perte de leurs pouvoirs sous le Sixième de George Ier, plutôt que leur propre jugement erroné en emprisonnant les barons de l'Échiquier  Il est réélu député de Midhurst aux élections générales de 1727.

### Fin de carrière
Il dirige l'opposition lors de la session suivante du Parlement irlandais, mais laisse ensuite les autres prendre les devants. Dans ses mémoires, il exprime sa grande déception d'avoir perdu devant un autre de ses rivaux de longue date, Adam Montgomery, de Cambridge.
Midleton est décédé le 29 août 1728 

## Famille
Lord Midleton s'est marié trois fois. Sa première épouse est Catherine Barry, fille de Redmond Barry du comté de Cork, dont il a un fils, St John Brodick, qui meurt avant lui. Sa deuxième épouse est Lucy Courthorpe, fille de Peter Courthorpe, du comté de Cork, qui lui donne son deuxième fils et héritier Alan Brodrick. Il épouse en troisièmes noces Anne Hill, fille de John Trevor et veuve de Michael Hill.

## Sources
- Wilson, Rachel, Femmes d'élite dans l'ascendance irlandaise, 1690-1745: Imitation et innovation (Boydell et Brewer, Woodbridge, 2015).  (ISBN 978-1783270392)